# ケナー・プロダクツ
ケナー・プロダクツ（Kenner Products）は、かつて存在したアメリカ合衆国の玩具メーカー。
1946年に設立され、その歴史を通じて、『スター・ウォーズ』、『ジュラシック・パーク』『バットマン』などの映画作品の関連商品、特にアクションフィギュアを生産したことで知られる。
様々な企業の傘下を経た後、1991年に大手玩具メーカーのハズブロに買収されるが、2000年に解散。事業および商標権は同社に引き継がれた。

## 歴史
1946年にオハイオ州シンシナティで、アルバート、フィリップ、ジョセフL.シュタイナー兄弟によって設立。シンシナティユニオンターミナルのすぐ北にある、当時の本社があった通りにちなんで名付けらた。1958年以降、全米で商品をマーケティングするためのテレビ広告のパイオニアであった。
1960年代初頭、マスコットであるケナーグーニーバードを発表。これは、「ケナーです！楽しいです！」という会社のロゴとテレビ広告の両方で、アニメーション形式と人形劇の両方で使用された。コマーシャルは、マペットの作成者であるジム・ヘンソンによって制作され、後にセサミストリートのキャラクターであるリトルバードになる人形が登場。ケナーグーニーバードは1974年までに段階的に廃止された。
1967年にケナーはゼネラル・ミルズにより買収、1971年に同じくゼネラル・ミルズ傘下でプレイ・ドーを発売していたレインボークラフトを統合。1985年、ゼネラルミルズは傘下のケナーとパーカーブラザーズの玩具部門の両方をスピンオフして、ケナーパーカートイズ社を設立。翌年、ケナーパーカーはライオネルトレイン部門を売却。
1987年にケナーパーカーはトンカに買収されトンカの管理下で、ケナープロダクツ部門として再構成される。1991年半ばにハズブロがトンカ及びケナーを買収。ハズブロは2000年にケナーのシンシナティオフィスを閉鎖し、ケナーの製品ラインはハスブロの製品ラインに統合された。

## 製品と製品ライン
ケナーのオリジナル商品のひとつが、泡を吹くおもちゃの銃「バブルマティック」で改修版は、少なくとも1960年代半ばまで販売されていた。ケナーは、1957年に人気のガーダーとパネルのビルディングセット建設玩具、1959年にギブアショープロジェクター、1963年にイージーベイクオーブン、1963年にエレクトリックモールドマスター、1966年にスピログラフ描画玩具、そしてスターティングを発表しました。 1988年のラインナップはスポーツアクションフィギュアコレクティブルライン。
ケナープロダクツは1976年から1985年にかけてスターウォーズ三部作のアクションフィギュアとプレイセットを製作する権利を取得。1976年にメゴコーポレーションがスターウォーズのおもちゃを製作するライセンスを取得した後、ケナーは3.75インチのアクションフィギュアを発売、アクションフィギュア市場の業界標準になりました。ケナーはまた、人気のある1970年代のテレビシリーズ「600万ドルの男」と1979年のSF映画「エイリアン」に関連するおもちゃを制作しました。 1981年、ケナーは遅ればせながら、ファスト111でミニカー市場に参入するも短命に終わる。1980年代には、モデル馬の「ファッションスターフィリーズ」ラインもリリースされたが2010年の終わりまでに製造が中止された。
ケナーの最も高く評価された製品の1つが1984年から1986年にかけて制作されたDCコミックスのスーパーヒーローアクションフィギュアであるスーパーパワーズコレクションでした。この製品を成功させたのは、キャラクターが作中からほぼ正確にモデル化されたということでした。また、スーパーマンの両足が握られるとパンチをするなど各キャラクターは何らかの「アクション」を実行しました。さらに、ジャック・カービーのニューゴッズとジョージ・ペレスのサイボーグを発売。 1985年、DCコミックスはケナーを同社の50周年記念出版物であるFifty Who Made DCGreatのスーパーパワーズコレクションの受賞者の1人に指名しました。
1980年代後半に最も人気のあったアクションフィギュアの1つは、1984年の長編映画「ゴーストバスターズ」の1986年から1991年のアニメシリーズのケナーの「リアルゴーストバスターズ」でした。アニメシリーズと同じ年に発売開始し、その放送期間のほとんどを通して生産を続けた。初期は作品に忠実であったが、ケナーデザインによるオリジナルのコスチューム、武器、ゴーストキャラクターが中心となった。
原作がある玩具を元のストーリーから離れてオリジナルのデザインを考え出すというこのアイデアは、当時のアクションフィギュアへのデザインアプローチの大きな変化となる。それまでは、スターウォーズ、マーベルコミック、DCコミックなどの人気作に忠実にするか、ハズブロのGIジョーとトランスフォーマー、マテルのマスターズ・オブ・ユニバースのように玩具会社が独自のオリジナルキャラクターを制作し、せれを宣伝する漫画やアニメを制作することでした。ケナーは彼らの新しいコンセプトとデザインをリアルゴーストバスターズの漫画やアニメに登場させるための取り決めがなかった。
このような原作とは異なるアプローチは、1990年に発売されたダークナイトコレクションと、バットマンの最初のものに続きました。この最初のセットは、バットマンの映画版の大ヒットをうけ作成されました。その後、玩具は映画シリーズを超えて拡大し、バットマンのアニメシリーズや漫画の化身からインスピレーションを得ました。ケナーは、スーパーマンや他のDCコミックのキャラクターを中心としたシリーズの開発も続けました。リアルゴーストバスターズと同じように、これらのDCコミックのシリーズのほとんどは、既存のストーリーラインに直接基づいていないマルチカラーのコスチューム、武器、アクション機能を組み込んでいますが、キャラクターの名前と肖像は通常、原作から引き出されています。彼らは映画に基づいてラインをDCコミックのライセンスを引き継ぎ、DCコミックの玩具の設計アプローチは、マテル社によって発売されたバットマン ビギンズ、ダークナイト、スーパーマン リターンズだけでなく、コミック場ジャスティスリーグでも引き継がれた。ケナーの最終的な親会社であるハズブロは、GIジョーや2010年の3.75インチスパイダーマンアクションフィギュアラインと2009年のいくつかで同様のアプローチを取っている。
1998年にジュラシック・パーク：カオスエフェクトシリーズがリリースされたが、売上は予想を下回った。またナイトハンターシリーズに基づき、カオスエフェクトの第二弾が1999年に計画されたが、販売不振のために販売中止となった。ジュラシック・パークシリーズ不振はハズブロへの多大な悪影響を与えた。更にはスターウォーズエピソード1 –ファントムメナスのおもちゃの過剰生産は、売り上げの低さと相まって、シンシナティのケナー部門を廃止することでハスブロを小型化することを余儀なくされ100人が異動し、420人が解雇された。これらの420の中には、バットマンも担当したジュラシック・パークの設計チームが含まれていた。カオスエフェクトとは別にジュラシック・パークIII玩具の開発に当たり、ハズブロはジュラシック・パークIIIのおもちゃをスターウォーズのデザインチームに割り当てた。スターウォーズのデザインチームは、人間をスターウォーズのフィギュアと同じサイズにスケーリングし、おもちゃのスタイルをスター・ウォーズ エピソード2/クローンの攻撃と同じにした。
2010年、ハズブロは、元のケナーのスターウォーズ製品ラインを彷彿とさせるパッケージを備えた最新のスターウォーズアクションフィギュアであるスターウォーズ：ヴィンテージコレクションのリリースを開始、画面に正確に似た、ポーズをとることができる新しいフィギュアとなる。
ハズブロは、2004年の「ヴィンテージ」オリジナルトリロジーコレクションと2006年から2007年の「ヴィンテージ」コレクションでケナーのオリジナルシリーズの再現を2回行ったが、スターウォーズのラインが完全にレプリカのケナーカードフィギュアに捧げられたのはこれが初めてだった。

### 製品リスト
- エイリアン
- ベビーアライブ
- バンジョー-マティック
- バットマン & ロビン Mr.フリーズの逆襲
  - バットマン フォーエヴァー
  - バットマン リターンズ
  - バットマン：アニメーションシリーズ
  - バットマントータルジャスティス
- 爆丸バトルブローラーズ
- ビーストウォーズ：トランスフォーマー
  - ビーストマシーンズ：トランスフォーマー
- ビートザバズ
- ビートルジュース
- ビッグバーガーグリル
- ビルとテッドの大冒険
- 地上最強の美女バイオニック・ジェミー
- ブライス
- ボーンエイジ
- Bubbl-Matic
- ブラスターの構築
- 原始家族フリントストーン
- 新・明日に向って撃て!
- キャピトルクリッターズ
- キャプテン・プラネット
- ケアベア
  - ケアベアカズンズ
- カセット映写機
- センチュリオン
- チャック・ノリス：空手コマンドス
- クローズンプレイ
- コンゴ
- タディサドル
- ダルシカバーガール
- ドラゴンハート
- デューク
- イージーベイクオーブン
- ファッションスターフィリーズ
- 高速111秒
- フィンガーポップ
- ふわふわ犬
- G.I.ジョー・エクストリーム
- ガーゴイルズ
- ガーダーとパネルの建物セット
- ギブアショープロジェクター
- グラマーギャル
- 角を曲がった銃
- ハーディボーイズ、
- ホームワークショップ、電動
- ハガバンチ
- ヒューゴ
- ジュラシック・パーク
- ナイトライダー
- Li'l Loggers
- 小さなペットショップ
- メガフォース
- メガバググラディエーター
- マスク
- ミルキー、マーベラスミルキングカウ
- ムービービューア
- 私の魔法の魔神
- 角を曲がったところを撃つピストル
- プレイ・ドー
- Play'n Play Back Organ
- ポリスアカデミー (アニメ)
- パワーサブ
- プレデター
- レイダース/失われたアーク《聖櫃》
- リアルゴーストバスターズ
- レッドライン
- ロビンフッド：泥棒の王子
- ロボコップ：アニメーションシリーズ
- ロボットマン＆ステラ
- ローズペタルプレイス
- ロトドロー
- がんばれ！
- サベージモンドブリッツァー
- 言って！Play It！
- スキューバ分隊
- 海の雑草
- シャドー
- シャドウストライカー
- SilverHawks
- スティール
- テクノゾイド
- 一口-サムに沿って
- 600万ドルの男
- スカイコマンダー
- スモール・ソルジャーズ
- スピログラフ
- SSPカーとスマッシュアップダービー
- スーパーソニックパワー
- スターウォーズ
- スタメン
- ストロベリー・ショートケーキ
- ストレッチアームストロング
- スーパーパワーズコレクション
- スーパーマン：アニメーションシリーズ
- スワンプシング
- ターミネーター2
- ターンアチューン
- VR Troopers
- Vor-Tech
- ウォーターワールド
- ウィッシュワールドキッズ
- XRC
- ジッピティスピードウェイ
- ズームルーム自動織り機